# Robbie Ftorek
Robert Brian Ftorek, detto Robbie (Needham, 2 gennaio 1952), è un allenatore di hockey su ghiaccio ed ex hockeista su ghiaccio statunitense.

## Carriera

### Giocatore
Come giocatore disputò due stagioni con i Detroit Red Wings, dal 1972 al 1974. Dopo aver giocato nella World Hockey Association per parecchi anni tornò nell'NHL con i Québec Nordiques nel 1980 rimanendovi fino al 1981, anno in cui fu trasferito ai New York Rangers dove giocò fino alla fine della carriera nell'NHL, nel 1985.

### Allenatore
La sua carriera come allenatore cominciò nello stesso anno in cui smise di giocare; per qualche anno allenò nell'American Hockey League prima di esser ingaggiato dai Los Angeles Kings nel 1987. Nel 1989 fu licenziato dai Kings, diventando assistente allenatore o allenatore di squadre dell'AHL in diverse organizzazioni, tra cui i New Jersey Devils. Nel 1998 diventò l'allenatore dei Devils dove ebbe successo; nonostante questo, il general manager Lou Lamoriello lo licenziò ad otto giornate dalla fine nella stagione 1999-2000, al termine della quale i Devils vinsero la Stanley Cup con un altro allenatore (Larry Robinson). Nel 2001 prese il posto in panchina dei Boston Bruins che allenò per due stagioni prima di esser esonerato ancora una volta. Nel 2003 tornò nell'organizzazione dei Devils per allenare la loro squadra nell'AHL, gli Albany River Rats, rimanendovi per tre stagioni.